# Das Superweib
Das Superweib ist ein Spielfilm des Regisseurs Sönke Wortmann, gedreht im Jahr 1995 und erstaufgeführt 1996 in Deutschland. Die Geschichte beruht auf dem gleichnamigen Roman von Hera Lind.

## Handlung
Bei einem Anwaltsbesuch wegen eines Hauskaufs leitet Franziska versehentlich die Scheidung von Will ein, einem vielbeschäftigten Regisseur, der sie mit den gemeinsamen Kindern ohnehin meist alleine lässt und sie mit den Hauptdarstellerinnen betrügt. Unter einem Pseudonym schreibt sie ein Buch, in dem sie ihre Beziehung verarbeitet. Nachdem dieses sich als Bestseller entpuppt hat, wird es ausgerechnet von ihrem zukünftigen Ex-Mann verfilmt.

## Sonstiges
Franziskas Pseudonym „Franka Zis“ ist eine Anspielung auf Hera Linds Künstlernamen, der ebenfalls aus ihrem Vornamen „Herlind“ entstanden ist.

## Kritiken
Die „Süddeutsche Zeitung“ urteilte, Wortmann erzähle flott, aber ohne spürbaren Rhythmus. Die Bilder illustrierten die Geschichte, ohne sie auch zu kommentieren und so bleibe der Film flach und ohne irgendeinen doppelten Boden. Auch „epd Film“ fand die Figuren platt und bieder gezeichnet. Der Film sei weder Komödie noch Klamotte und reiche nicht an Wortmanns Vorgängerwerke heran.
Das „Lexikon des internationalen Films“ (CD-ROM-Ausgabe, Systhema, München 1997) befand: „Episodisch erzählte Komödie ohne jeden Biß, die sich ausschließlich auf die Zugkraft der trivialen Romanvorlage verläßt.“

## Auszeichnungen
Die Filmbewertungsstelle Wiesbaden verlieh der Produktion das Prädikat besonders wertvoll.